# 康年銀行
康年銀行，由李星衢在1921年創辦，是一家香港的老牌小銀行。在1980年代，該銀行因為一筆數額高達1.6億港元的船務貸款無力償還，造成嚴重壞帳，需要進行大幅撇帳。1986年9月，香港政府宣佈接管康年銀行，以改善其對銀行貸款組合的管理。其後，在政府的促成下，康年銀行被林紹良旗下的第一太平集團收購，並與遠東銀行合併為第一太平銀行，後於2000年被東亞銀行收購並於2002年被併入東亞銀行。